# Hermann Durst
Hermann Durst (* 21. Mai 1905 in Murg; † 26. April 1957 in Säckingen) war ein deutscher Politiker (CDU).

## Leben
Nach dem Besuch der Gewerblichen Fortbildungsschule nahm Durst an einem Lehrgang der Staatlichen Fachschule für Wirtschaft und Verwaltung in Düsseldorf teil. 1933 wurde er aus dem Dienst der christlichen Gewerkschaften entlassen und war vier Jahre lang stellenlos. Im Zweiten Weltkrieg war er fünf Jahre lang Soldat. Durst war beruflich als Angestellter tätig. Nach dem Zweiten Weltkrieg trat er in die CDU ein, für die er von 1947 bis 1952 als Abgeordneter dem Badischen Landtag angehörte. Im Parlament beschäftigte er sich hauptsächlich mit der Sozialpolitik.